# One (álbum de Bee Gees)
One é o décimo oitavo álbum de estúdio dos Bee Gees, lançado em 1989. Trouxe "One" (sucesso nos EUA e Canadá) e a muito conhecida faixa "Wish You Were Here".

## Histórico
Em 10 de março de 1988, após a promoção do álbum E·S·P, muito bem-sucedido na Europa, os Bee Gees são surpreendidos pela morte de seu irmão mais novo, Andy Gibb, decorrente de uma miocardite viral, pouco depois de ele ter completado trinta anos. Este fato abalou muito o grupo e inclusive fez Maurice Gibb recair no álcool. Mas como o grupo tinha contratos a cumprir, seu principal refúgio foi gravar.
Logo após a morte de Andy, foram gravadas "Wing and a Prayer", "Ordinary Lives" e "Wish You Were Here", esta última assumidamente feita para o irmão, apesar de todas conterem reflexões sobre a vida. Também foi gravada "Shape of Things to Come", que era destinada ao álbum dos Jogos Olímpicos de Verão de 1988. Após este período, porém, os Bee Gees entraram num hiato, e só decidiram começar a gravar um novo álbum em Novembro de 1988.

## Gravações
Datas de registro das canções do álbum:
- "Wing and a Prayer" – 21 de Abril de 1988
- "Ordinary Lives" – 9 de Maio de 1988
- "Wish You Were Here" – 26 de Maio de 1988
- "Shape of Things to Come" – 26 de Maio de 1988
- "One" – 28 de Novembro de 1988
- "Flesh and Blood" – 28 de Novembro de 1988
- "Bodyguard" – 16 de Dezembro de 1988
- "Tears" – 6 de Fevereiro de 1989
- "House of Shame" – 8 de Março
- "Will You Ever Let Me" – 16 de Março
- "Tokyo Nights" – 17 de Março de 1989
- "It's My Neighborhood" – Março de 1989 (data desconhecida)

A banda que participou deste álbum foi bem mais enxuta do que a de E·S·P, que contava com vários músicos para um mesmo instrumento musical. Alan Kendall, que não se reunia com o grupo desde 1986, voltou em Março de 1989 e participou em "House of Shame", "Tokyo Nights" e "It's My Neighborhood".

## Repercussão
| Críticas profissionais | Críticas profissionais |
| Avaliações da crítica  | Avaliações da crítica  |
| Fonte                  | Avaliação              |
| ---------------------- | ---------------------- |
| Allmusic               | 2.5 de 5 estrelas.     |
| Rolling Stone          | 4 de 5 estrelas.       |

One é considerado por fãs um dos melhores discos do grupo, mas, como seu antecessor, teve pouca repercussão na América, apesar da faixa-título ser um grande hit nos Estados Unidos em 1989, o que foi surpreendente. O motivo deste sucesso repentino talvez seja a turnê anunciada pelo grupo na América do Norte.
Na Europa, o sucesso de One não repetiu o de E·S·P, e os singles mal entraram no top 40.
O mercado que One conseguiu reunir de fato foi a América Latina. No difícil mercado fonográfico do Brasil, além da faixa "One", também alcançou o topo das paradas "Wish You Were Here", que esteve na trilha sonora da novela Top Model, escrita por Antonio Calmon, exibida pela TV Globo entre 1989/1990. Na trama a canção foi tema da personagem "Giulia", interpretada por Alexandra Marzo.

## Lista de faixas
Todas as faixas escritas por Barry Gibb, Robin Gibb, e Maurice Gibb. Todas as faixas produzidas por Barry Gibb, Maurice Gibb, Robin Gibb, e Brian Tench.
Todas as faixas escritas e compostas por Barry Gibb, Robin Gibb, e Maurice Gibb. 
| One – Edição em LP |                        |                                                |         |  |
| N.º                | Título                 | Produtor(es)                                   | Duração |  |
| 1.                 | "Ordinary Lives"       | Barry Gibb Maurice Gibb Robin Gibb Brian Tench | 4:01    |  |
| 2.                 | "One"                  | Barry Maurice Robin Tench                      | 4:55    |  |
| 3.                 | "Bodyguard"            | Barry Maurice Robin Tench                      | 5:20    |  |
| 4.                 | "It's My Neighborhood" | Barry Maurice Robin Tench                      | 4:17    |  |
| 5.                 | "Tears"                | Barry Maurice Robin Tench                      | 5:16    |  |
| 6.                 | "Tokyo Nights"         | Barry Maurice Robin Tench                      | 3:56    |  |
| 7.                 | "Flesh and Blood"      | Barry Maurice Robin Tench                      | 4:43    |  |
| 8.                 | "Wish You Were Here"   | Barry Maurice Robin Tench                      | 4:44    |  |
| 9.                 | "House of Shame"       | Barry Maurice Robin Tench                      | 4:51    |  |
| 10.                | "Will You Ever Let Me" | Barry Maurice Robin Tench                      | 5:57    |  |

| One – Edição padrão em fita cassete e CD |                     |                     |         |  |
| N.º                                      | Título              | Produtor(es)        | Duração |  |
| 11.                                      | "Wing and a Prayer" | Barry Maurice Robin | 3:55    |  |

| One – Edição norte-americana e brasileira em fita cassete e CD |                 |                                             |         |  |
| N.º                                                            | Título          | Produtor(es)                                | Duração |  |
| 11.                                                            | "You Win Again" | Barry Maurice Robin Arif Mardin Tench [ a ] | 3:51    |  |

Notas
1. ↑  Denota um co-produtor

## Créditos
- Barry Gibb: Vocal, violão
- Robin Gibb: Vocal
- Maurice Gibb: Vocal, teclados, sintetizador, violão
- Scott Glasel: Programação
- Peter John Vettese: Teclados (2, 3, 4, 5, 6, 7, 9, 10), sintetizador (2, 3, 4, 5, 6, 7, 9, 10)
- Tim Cansfield: Guitarra (2, 3, 4, 5, 6, 7, 9, 10)
- Alan Kendall: Guitarra (9, 4, 6)
- Nathan East: Baixo (2, 3, 4, 5, 6, 7, 9, 10)
- Steve Ferrone: Bateria (2, 3, 4, 5, 6, 7, 9, 10)

- Engenheiro de áudio: Brian Tench, Scott Glasel
- Produtor: Bee Gees, Brian Tench

## Posições nas Paradas
| - #4 (Alemanha) - #6 (Suíça) - #15 (Países Baixos) - #16 (França) - #19 (Noruega) - #23 (Áustria) | - #29 (Austrália, Reino Unido) - #39 (Itália) - #42 (Suécia) - #46 (Canadá) - #63 (Japão) - #68 (EUA) |

## Certificações
- Alemanha (BVMI):   Ouro
- Austrália (ARIA):   Ouro
- França (SNEP):   Ouro
- Países Baixos (NVPI):   Ouro
- Suíça  (IFPI SUI):   Ouro